# 長尾メモ8
長尾メモ8（ながお メモはち、本名：長尾丈志、1962年10月9日 - 2022年9月23日）は、日本のイベントプロデューサー、システムエンジニア。株式会社キルゴア代表取締役。東京都出身。

## 来歴
元はインターネットの掲示板の固定ハンドルだった（長尾メモ8のメモ8とはパソコンのメモリー8MBが由来）が、趣味が高じて格闘技の興行に関わることになる。2003年より女子総合格闘技の老舗スマックガールのスタッフに、2004年からは主催者になるが、2007年に引退。
2008年9月より、GCMコミュニケーションが主催する総合格闘技イベントCAGE FORCEの女子版VALKYRIE立上げに際しスーパーバイザーとして現場復帰する。しかし、本人ブログでのコメント欄のやりとりによりスポンサーを怒らせてしまい解職。本人曰く「ただのお手伝い」に降格させられる。
過去の固定ハンドル時代から現在に至るまで、非常に活発な発言をすることで知られる。
2019年頃に肺癌を患い、闘病生活を続けていたが、2022年9月23日死去。